# چربی اشباع

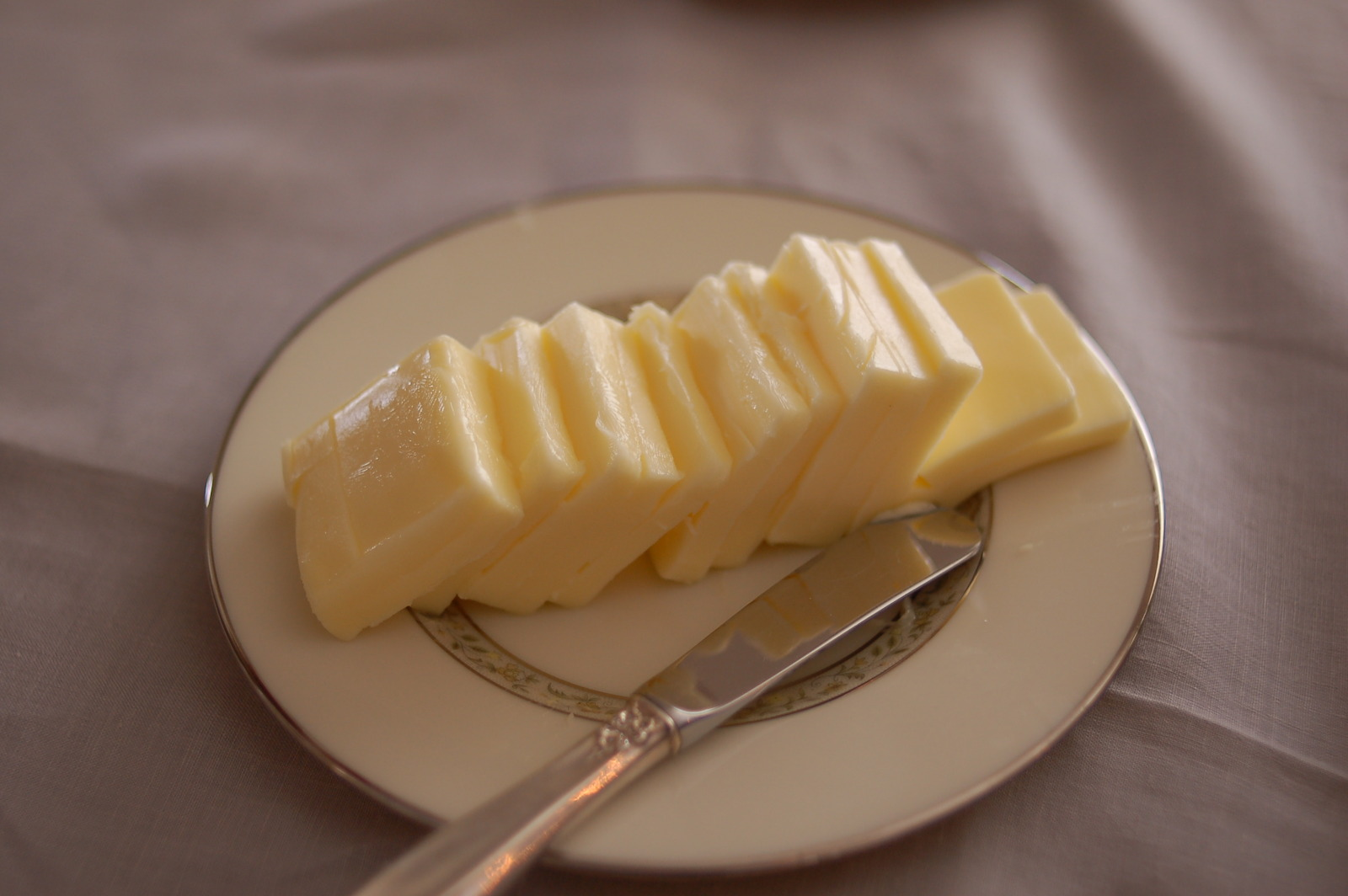
کره و چاقو

چربی اشباع به نوعی از چربی‌ گفته می‌شود که شامل تری‌گلیسریدهایی است که تنها حاوی اسیدهای چرب اشباع یا عمدتاً پیوند یگانه هستند. اسیدهای چرب اشباع دارای پیوندهای مضاعف کربن بین اتم‌های کربن منفرد زنجیره‌یِ اسید چرب نیستند و دارای پیوندهای کربنی تک گانه می‌باشند و از هیدروژن سیر شده‌اند (با یک پیوند) به عبارت دیگر، زنجیرهٔ اتم‌های کربن به‌طور کامل توسط اتم‌های هیدروژنی اشباع شده‌است. چربی اشباع در دمای معمولی جامد است. ازجمله مواد غذایی‌ای که حاوی نسبت بالایی از چربی اشباع هستند می‌توان به محصولات حیوانی نظیر خامه، پنیر، کره، روغن، پیه، چربی خوک و گوشت‌های چرب دارای کلسترول رژیمی اشاره کرد. در برخی از محصولات گیاهی نیز، نسبت چربی اشباع به چربی غیراشباع زیاد است. از جمله این محصولات گیاهی می‌توان به روغن هسته پالم، روغن نارگیل و روغن پنبه‌دانه اشاره کرد.
همچنین قند و شکر پنهان در نوشیدنی‌های گازدار و نوشیدنی‌های انرژی‌زا بسیار زیاد است. اگر مقدار قند مصرفی از حد مشخصی بیشتر شود، بدن انسان آن‌ها را به چربی تبدیل و ذخیره می‌کند.